# Gara Alunu
Gara Alunu este o stație de cale ferată care deservește comuna Alunu, județul Vâlcea, România.